# Drone Logic
Drone Logic – debiutancki album angielskiego muzyka i DJ-a, Daniela Avery’ego. Ukazał się nakładem labelu Phantasy Sound w październiku 2013. Materiał na płytę stworzyli Daniel Avery i James Greenwood (wyjątek utwór 12.: Daniel Avery, Mark Ralph i Kelly Lee Owens), którzy obaj również wyprodukowali album. Avery zagrał na keyboardach. Za programowanie odpowiada Erol Alkan. Miks płyty wykonali Alkan i Avery w studio The Phantasy Sound, zaś mastering - DKS w studiu Finyl Tweek w Londynie. Płyta została wydana w formatach audio CD, winylowym i digital download. Album został znakomicie przyjęty przez słuchaczy i krytyków, m.in. zajął 5. miejsce w zestawieniu Album of the Year magazynu „Deviate” i 1. miejsce wśród płyt 2013 programu „GH+” w radiowej Trójce.

## Lista utworów
| 1.  | „Water Jump” Album Version, wokal - Rebekah Rah          | 8:30    |
|     |                                                          |         |
| 2.  | „Free Floating”                                          | 6:29    |
|     |                                                          |         |
| 3.  | „Drone Logic”, wokal - Kelly Lee Owens                   | 7:09    |
|     |                                                          |         |
| 4.  | „These Nights Never End”                                 | 5:46    |
|     |                                                          |         |
| 5.  | „Naive Response”, wokal - Kelly Lee Owens                | 5:23    |
|     |                                                          |         |
| 6.  | „Platform Zero”                                          | 3:03    |
|     |                                                          |         |
| 7.  | „Need Electric”                                          | 6:10    |
|     |                                                          |         |
| 8.  | „All I Need”, wokal - Scarlett Etienne                   | 6:56    |
|     |                                                          |         |
| 9.  | „Spring 27”                                              | 1:41    |
|     |                                                          |         |
| 10. | „Simulrec”                                               | 6:02    |
|     |                                                          |         |
| 11. | „New Energy (Live Through It)”, wokal - Scarlett Etienne | 5:54    |
|     |                                                          |         |
| 12. | „Knowing We'll Be Here”, wokal - Kelly Lee Owens         | 5:43    |
|     |                                                          |         |
|     |                                                          | 1:08:46 |
|     |                                                          |         |